# رود مرسدس
رود مرسدس (به انگلیسی: Merced River) یک رود در ایالات متحده آمریکا است که در کالیفرنیا واقع شده‌است.